# Modelos paramétricos del software
Un modelo paramétrico es un grupo de ecuaciones matemáticas asociadas en el que escenarios alternativos son definidos mediante la variación de los valores asumidos en un grupo de coeficientes fijos (parámetros). 
Los gerentes de proyectos de software usan modelos paramétricos de software o herramientas paramétricas de estimación para generar estimaciones de la duración, coste y necesidades de personal de un proyecto.
A comienzos de los años 80 se produjo la aparición de varios modelos de estimación de software. Incluían el refinamiento de modelos más antiguos, como PRICE S y SLIM, y el desarrollo de nuevos modelos, como SPQR, Checkpoint, ESTIMACS, SEER-SEM o COCOMO y sus implementaciones comerciales PCOC, GECOMO, COSTAR y "Before You Leap".
Uno de los primeros modelos paramétricos de software es "Software LIfecycle Management" (SLIM)de QSM, fundado en 1978 por Lawrence Putnam. SLIM está basado en el Modelo de Putnam y respaldado por una base de datos de más de 8.000 proyectos completados en todo tipo de industrias y en todo el mundo. Además está actualizada con entre 200 y 400 proyectos validados cada año.
En general, las ventajas de esos modelos están en que son objetivos, repetibles, calibrados y fáciles de usar. La calibración con la experiencia previa puede ser una desventaja cuando la naturaleza del proyecto cambia.
- Datos: Q7554332